# Vale de Frades e Avelanoso
Vale de Frades e Avelanoso (llamada oficialmente União das Freguesias de Vale de Frades e Avelanoso) es una freguesia portuguesa del municipio de Vimioso, distrito de Braganza.

## Historia
Fue creada el 28 de enero de 2013 en aplicación de una resolución de la Asamblea de la República de Portugal promulgada el 16 de enero de 2013 con la unión de las freguesias de Avelanoso y Vale de Frades, pasando su sede a estar situada en la antigua freguesia de Avelanoso.

## Demografía
| Gráfica de evolución demográfica de Vale de Frades e Avelanoso entre 2011 y 2021 |
|                                                                                  |
| Datos según el nomenclátor publicado por el INE portugués.                       |